# Europamesterskabet i fodbold 1964
Europamesterskabet i fodbold 1964 var det andet EM i fodbold. Turneringen blev afholdt som en cupturnering, og slutrunden, der udgjordes af semifinalerne, bronzekampen og finalen, blev spillet i Spanien.
29 nationer deltog i turneringen. De spillede først en kvalifikationsturnering, hvor holdene mødte hinanden både ude og hjemme. De sidste fire hold spillede slutrunde, og Spanien blev europamester efter finalesejr over de forsvarende mestre fra Sovjetunionen.
Der var kun i begrænset omfang indført seedning i forbindelse med lodtrækningen. Østrig, Luxembourg og Sovjetunionen var seedet, og stod derfor over i indledende runde.. At ikke flere hold var seedet betød at de to stærke fodboldnationer England og Frankrig mødtes allerede i første runde af kvalifikationen. Desuden nægtede Grækenland at spille mod Albanien i den indledende runde, fordi de to nationer officielt havde været i krig med hinanden siden 1912. 
Danmark var forfulgt af et usædvanligt lodtrækningsheld, og kvalificerede sig til slutrunden efter sejre i kvalifikationsturneringen over Malta, Albanien og Luxembourg. Det skal dog bemærkes at Luxembourg blev opfattet som et så stærkt hold at de var seedet og stod over i 1. runde. Ved slutrunden mødte det danske landshold imidlertid større modstand og tabte først semifinalen til Sovjetunionen og dernæst bronzekampen til Ungarn.

## Kvalifikationsturnering
Det førstnævnte hold havde hjemmebane i 1. kamp.

### Indledende runde
| Kamp | Samlet        | 1. kamp       | 2. kamp       | 3. kamp |
| --- | ------------- | ------------- | ------------- | ------- |
| Norge - Sverige | 1-3           | 0-2           | 1-1           |         |
| Danmark - Malta | 9-2           | 6-1           | 3-1           |         |
| Irland - Island | 5-3           | 4-2           | 1-1           |         |
| England - Frankrig | 3-6           | 1-1           | 2-5           |         |
| Polen - Nordirland | 0-4           | 0-2           | 0-2           |         |
| Spanien - Rumænien | 7-3           | 6-0           | 1-3           |         |
| Jugoslavien - Belgien                                                                                                 | 4-2           | 3-2           | 1-0           |         |
| Bulgarien - Portugal                                                                                                  | 5-4 (a)       | 3-1           | 1-3           | 1-0     |
| Ungarn - Wales | 4-2           | 3-1           | 1-1           |         |
| Holland - Schweiz | 4-2           | 3-1           | 1-1           |         |
| DDR - Tjekkoslovakiet                                                                                                 | 3-2           | 2-1           | 1-1           |         |
| Italien - Tyrkiet | 7-0           | 6-0           | 1-0           |         |
| Albanien - Grækenland                                                                                                 | Uden kamp (b) | Uden kamp (b) | Uden kamp (b) |         |
| (a) Bulgarien vandt en tredje kamp på neutral bane 1-0. (b) Grækenland nægtede at spille og Albanien vandt uden kamp. |               |               |               |         |

### Ottendedelsfinaler
| Kamp                    | Samlet | 1.kamp | 2.kamp |
| ----------------------- | ------ | ------ | ------ |
| Spanien - Nordirland    | 2-1    | 1-1    | 1-0    |
| Jugoslavien - Sverige   | 2-3    | 0-0    | 2-3    |
| Danmark - Albanien      | 4-1    | 4-0    | 0-1    |
| Holland - Luxembourg    | 2-3    | 1-1    | 1-2    |
| Østrig - Irland         | 2-3    | 0-0    | 2-3    |
| Bulgarien - Frankrig    | 2-3    | 1-0    | 1-3    |
| Sovjetunionen - Italien | 3-1    | 2-0    | 1-1    |
| DDR - Ungarn            | 4-5    | 1-1    | 3-4    |

### Kvartfinaler
| Kamp                                              | Samlet  | 1. kamp | 2. kamp | 3. kamp |
| ------------------------------------------------- | ------- | ------- | ------- | ------- |
| Luxembourg - Danmark                              | 6-5 (c) | 3-3     | 2-2     | 1-0     |
| Spanien - Irland                                  | 7-1     | 5-1     | 2-0     |         |
| Frankrig - Ungarn                                 | 2-5     | 1-3     | 1-2     |         |
| Sverige - Sovjetunionen                           | 2-4     | 1-1     | 1-3     |         |
| (c) Danmark vandt en tredje kamp i Amsterdam 1-0. |         |         |         |         |

## Slutrunde

### Semifinaler
| Dato  | Kamp                    | Res.     | Sted      |
| ----- | ----------------------- | -------- | --------- |
| 17.6. | Spanien - Ungarn        | 2-1 efs. | Madrid    |
| 17.6. | Danmark - Sovjetunionen | 0-3      | Barcelona |

### Bronzekamp
| Dato  | Kamp             | Res.     | Sted      |
| ----- | ---------------- | -------- | --------- |
| 20.6. | Ungarn - Danmark | 3-1 efs. | Barcelona |

### Finale
| Dato  | Kamp                    | Res. | Sted   |
| ----- | ----------------------- | ---- | ------ |
| 21.6. | Spanien - Sovjetunionen | 2-1  | Madrid |

## Statistik

### Målscorer
2 mål
- Ferenc Bene
- Dezső Novák
- Jesús María Pereda

1 mål
- Carl Bertelsen
- Amancio
- Marcelino
- Galimzyan Khusainov
- Valery Voronin
- Viktor Ponedelnik
- Valentin Ivanov